# Dirk van Hogendorp
Dirk van Hogendorp (Heenvliet, 3 de outubro de 1761 — Rio de Janeiro, 29 de outubro de 1822) ou Diderik van Hogendorp, conde de Hogendorp, foi um militar, político e administrador colonial neerlandês que se notabilizou pela sua visão anticolonialista e de defesa dos direitos dos povos autóctones nas antigas Índias Holandesas, hoje Indonésia. Aderiu à causa napoleónica, razão pela qual, após a derrota final de Napoleão Bonaparte, foi impedido de regressar à Holanda, exilando-se então para a fazenda do Novo Sião, nos arredores do Rio de Janeiro, onde faleceu.

## Biografia
Filho de Willem van Hogendorp, de Roterdão, e de Carolina Wilhelmina van Haren, da Haia, Diderik van Hogendorp nasceu no seio de uma família burguesa ligada à governança da cidade de Amesterdão, onde o avô fora burgomestre. Foi destinado à carreira militar, tendo partido em 1773, em companhia do seu irmão, para a Prússia onde treinou em diversas academias militares, tendo permanecido durante 9 anos ao serviço do exército prussiano. Ao serviço da Prússia atingiu o posto de capitão, tendo participado activamente na Guerra da Sucessão da Baviera.
Em 1783 ingressou na armada dos Países Baixos como oficial naval, sendo então estacionado nas então Índias Holandesas, actual Indonésia. Em 1786 foi nomeado assistente do governador da feitoria neerlandesa de Patna, em Bengala, sendo transferido em 1788 para assistente do governador de Java.
Nestas funções, nas quais permaneceu cerca de 15 anos, foi-se progressivamente desencantando com a forma como as autoridades coloniais neerlandesas, dependentes da Companhia Neerlandesa das Índias Orientais (VOC), tratavam a população autóctone, considerando como feudal o regime que lhe era imposto. Propôs então profundas mudanças na administração colonial, as quais incluíam a alteração da estrutura governamental, da gestão financeira e fiscal da colónia e a concessão de direitos de propriedade aos javaneses, transformando a estrutura senhorial (os bupati) existente numa administração pública assalariada. Estas ideias, que precederam em mais de uma década as reformas implementadas por Herman Willem Daendels e Thomas Stamford Raffles, não foram bem aceites, tendo sido preso em 1798 por ordem do governador comissário-geral Sebastiaan Cornelis Nederburgh, um homem conservador e pouco tolerante à dissensão na colónia.
Quando era transportado, sob escolta, de Surabaia para Batávia, a actual Jacarta, conseguiu evadir-se e embarcar num navio dinamarquês com destino aos Países Baixos, onde chegou em 1799. Durante a viagem, escreveu um relatório, que intitulou Berigt van den tegenwoordigen toestand der Bataafsche bezittingen in Oost-Indien en den handel op dezelve, obra inspirada nas ideias liberais francesas que se transformou num verdadeiro manifesto contra as políticas coloniais praticadas nas Índias Orientais Neerlandesas.
O Berigt defendia reformas profundas do sistema de governação da colónia, com uma opção clara por um sistema liberal e representativo, e denunciava a escravatura como um comércio criminoso. O sistema administrativo então existente nas Índias Neerlandesas era descrito como feudal, já que assentava na existência de potentados indígenas de carácter senhorial, suportados pelas autoridades coloniais em troca da obediência e do pagamento de tributos. Traçando um paralelo com as políticas seguidas pelos britânicos na Índia, van Hogendorp sugeria que se procedesse a uma redistribuição de terras pelos servos javaneses, o que no seu entender criaria um incentivo individual ao aumento da produtividade, o que faria a colónia mais próspera e lucrativa.
O relatório, que apresenta muitas ideias em comum com as expressadas por Guillaume Thomas François Raynal, foi rejeitado pelo governo neerlandês, que o considerou demasiado radical, e porque a presença neerlandesa nas ilhas dependia da obediência dos senhorios autóctones, os mesmos que seriam eliminados se a proposta de van Hogendorp tivesse vencimento. Apesar disso, o Berigt foi suficientemente influente para levar a que van Hogendorp fosse convidado a integrar em 1803 a comissão destinada a extinguir a Companhia Neerlandesa das Índias Orientais (VOC) e a reformular a administração colonial de Java durante o mandato do governador Herman Willem Daendels. O relatório também influenciaria as políticas seguidas por Sir Stamford Raffles após Java ter sido tomada pelos britânicos, provavelmente através da acção do seu contemporâneo e amigo Harman Muntinghe.
Aproveitando a notoriedade conseguida, continuou a sua campanha a favor da reforma do sistema colonial, publicando várias brochuras sobre a matéria e alimentando uma forte polémica com os responsáveis da Companhia Neerlandesa das Índias Orientais.
No contexto daquela polémica, editou em Delft, no ano de 1800, uma peça de teatro intitulada Kraspoekol of de slavernij, een tafereel der zeden van Nederlandsch-Indië (Delft, 1800). Quando a 20 de Março de 1801, seis meses depois da publicação da obra, e sendo conhecida a sua autoria, pretendeu levar a peça à cena num teatro de Haia, foi objecto de uma acção de boicote por parte dos responsáveis pela Companhia e suas famílias, os quais, armados com apitos e trompetas, fizeram tamanho barulho logo que o pano de cena abriu que nem uma só palavra da peça pôde ser ouvida. O espectáculo foi interrompido no intervalo e a sala evacuada. Este incidente fez com que o interesse pela peça crescesse de tal forma que a edição se esgotou no dia imediato.
Membro assumido da facção dos Patriotas neerlandeses, foi um actor relevante nas grandes mudanças políticas que se verificaram nos Países Baixos durante o período tumultuoso que se seguiu à invasão francesa. Participou nos órgãos políticos da República da Batávia (Bataafse Republiek) e no processo que levou à sua transformação no reino napoleónico da Holanda e na subsequente incorporação no Império de Napoleão. Como consequência, em 1803 foi enviado como embaixador da República da Batávia à corte de São Petersburgo, cargo que ocupou até 1805.
Foi membro do Conselho de Estado da República de Batávia, no qual foi presidente da comissão da Guerra. Em 1806, após extinção da República e a criação do Reino da Holanda, foi nomeado Ministro da Guerra pelo rei Luís Bonaparte, tendo exercido o cargo interinamente de 24 de Novembro daquele ano até 25 de Janeiro de 1807 e, depois dessa data, como ministro efectivo até 5 de Dezembro de 1807, data em que foi promovido a tenente general.
Ainda em 1807 foi enviado como embaixador plenipotenciário do Reino da Holanda à corte de Viena, a que se seguiram missões similares nas cortes de Berlim (1809) e Madrid (1810).
A 30 de Junho de 1811, após a incorporação do Reino da Holanda no império napoleónico, foi-lhe conferido o título de comte de l'Empire (conde do Império), sendo graduado general de divisão da La Grande Armée, o exército de Napoleão Bonaparte, entre 11 de Novembro de 1811 e 30 de Agosto de 1814. Nesse período exerceu também as funções de ajudante-de-campo do imperador.
Van Hogendorp participou em 1812 na malograda Campanha da Rússia de Napoleão Bonaparte e na sequência da tomada da Lituânia, de 8 de Julho a 10 de Dezembro de 1812 exerceu o cargo de governador de Vilnius, sendo presidente da Comissão de Regência na Lituânia de 24 de Agosto a 10 de Dezembro de 1812. Durante o ano de 1813, à medida que as forças de ocupação se iam movimentando, foi nomeado comandante de Spandau e governador de Breslau, tendo exercido o importante cargo de governador-geral de Hamburgo no período de 17 de Junho a 19 de Dezembro de 1813. Em todos os casos, destacou-se pela dureza com que exerceu os cargos.
Após a queda de Napoleão regressou à Holanda, mas em 1815, quando Napoleão regressa ao poder, volta a colocar-se ao seu serviço, sendo então nomeado governador da cidade de Nantes. Essa fidelidade mereceu-lhe uma menção no testamento de Napoleão.
Conotado com o período napoleónico, após a derrota na Batalha de Waterloo, não consegue regressar à sua terra natal, sendo forçado a partir para o exílio: em 1816 instala-se no Brasil, numa pequena fazenda em Novo Sion, nos arredores do Rio de Janeiro, onde na companhia de um criado se dedicou à cultura de café e laranjas. Faleceu naquela fazenda a 29 de Outubro de 1822.
Para além do título de conde imperial (comte de l'Empire), Dirk van Hogendorp recebeu ao longo da sua carreira múltiplas distinções, com destaque para o grau de oficial da Legião de Honra, que lhe foi concedido a 2 de Junho de 1812, da grã-cruz da Orde van de Unie, de Luís Bonaparte, que recebeu a 28 de Novembro de 1807, e da grã-cruz da Orde van de Reünie (Ordre Imperial de la Réunion ou Ordem da Reunião de Napoleão Bonaparte), que recebeu a 22 de Fevereiro de 1812.
Casou pela primeira vez em Batávia a 18 de Dezembro de 1785, tendo enviuvado a 11 de Abril de 1801. Deste casamento houve um filho, com geração subsequente. Casou em segundas núpcias, a 29 de Agosto de 1802, com a princesa Auguste Eleonore Karoline von Hohenlohe-Langenburg, a qual faleceria aos 37 anos de idade, em Berlim, a 24 de Janeiro de 1813, não existindo filhos deste casamento. Foi irmão do general e estadista neerlandês Gijsbert Karel van Hogendorp, que o acompanhou durante a sua formação militar na Prússia (1773-1783).